# Integral de volum
En matemàtiques -i en particular en càlcul multivariable- integral de volum és una integral sobre un domini tri-dimensional, és a dir, un cas especial de les integrals múltiples. Les integrals de volum són especialment importants en la física per a diverses aplicacions, per exemple, per calcular densitats de flux.

## En coordenades
Tembé es pot definir com una integral triple en una regió D a R3 d'una funció {\displaystyle f(x,y,z),} i s'escriu normalment com:
{\displaystyle \iiint \limits _{D}f(x,y,z)\,dx\,dy\,dz.}
Una integral de volum és, en coordenades cilíndriques
{\displaystyle \iiint \limits _{D}f(\rho ,\varphi ,z)\,\rho \,d\rho \,d\varphi \,dz,}

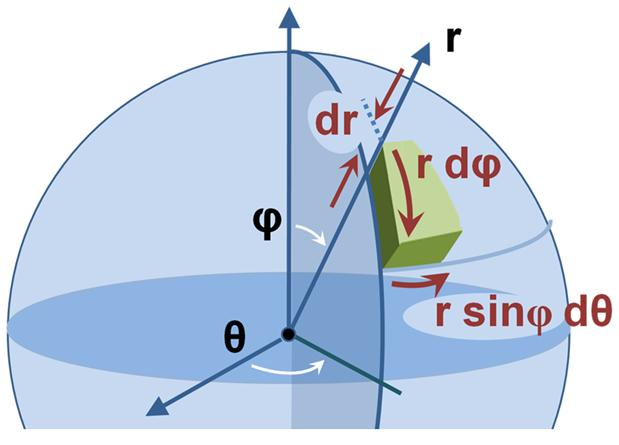
Element volumètric diferencial en coordenades esfèriques

i una integral volumètrica en coordenades esfèriques (utilitzant el conveni ISO pels angles, amb {\displaystyle \varphi } com l'azimut i {\displaystyle \theta } medit de l'eix polar té la forma
{\displaystyle \iiint \limits _{D}f(r,\theta ,\varphi )\,r^{2}\sin \theta \,dr\,d\theta \,d\varphi .}

## Exemple
Integrar la funció {\displaystyle f(x,y,z)=1} sobre un cub unitari porta al següent resultat:
{\displaystyle \int \limits _{0}^{1}\int \limits _{0}^{1}\int \limits _{0}^{1}1\,dx\,dy\,dz=\int \limits _{0}^{1}\int \limits _{0}^{1}(1-0)\,dy\,dz=\int \limits _{0}^{1}(1-0)dz=1-0=1}
Així doncs el volum d'un cub unitat és 1, com s'esperava. Això és més aviat trivial, i una integral de volum dona molt més joc. Per exemple, si ternim una funció escalar {\displaystyle {\begin{aligned}f\colon \mathbb {R} ^{3}&\to \mathbb {R} \end{aligned}}} que descriu la densitat d'un cub en un punt donat {\displaystyle (x,y,z)} com{\displaystyle f=x+y+z} llavors, mitjançant la integral de volum, s'obtindrà la massa total del cub:
{\displaystyle \int \limits _{0}^{1}\int \limits _{0}^{1}\int \limits _{0}^{1}\left(x+y+z\right)\,dx\,dy\,dz=\int \limits _{0}^{1}\int \limits _{0}^{1}\left({\frac {1}{2}}+y+z\right)\,dy\,dz=\int \limits _{0}^{1}\left(1+z\right)\,dz={\frac {3}{2}}}